# Martin Theodor Contzen
Martin Theodor Contzen (* 29. November 1807 in Münster; † 8. Januar 1881 in Würzburg) war ein deutscher Historiker, Hochschullehrer und Archivar.

## Leben und Wirken
Martin Theodor Contzen studierte Geschichte und Germanistik an den Universitäten Bonn, Würzburg, München und Münster. Zwischenzeitlich arbeitete er als Erzieher bei der Adelsfamilie Rotenhan. 1836 promovierte er an der Universität München und habilitierte sich ein Jahr später an der Universität Würzburg. Von 1839 bis 1869 lehrte er bayerische Geschichte an der Universität Würzburg. Von 1856 bis 1871 hatte er außerdem den Vorstand des Würzburger Archivkonsistoriums inne und war Leiter des Historischen Vereins für Unterfranken und Aschaffenburg. Vor allem wegen "Unregelmäßigkeiten in der Rechnungsführung" wurde er 1869/70 seines Archivamtes enthoben und in den Ruhestand versetzt.

## Schriften
- Die Geschichtsschreiber der Sächsischen Kaiserzeit nach ihrem Leben und ihren Schriften. Pustet, Regensburg 1837.

- Geschichte Bayerns. Zum Gebrauche bei akademischen Vorlesungen und zum Selbststudium. Coppenrath, Münster 1853.
- Die Sammlungen des historischen Vereins für Unterfranken und Aschaffenburg zu Würzburg. T. 1: Bücher, Handschriften, Urkunden. Thein, Würzburg 1856.
- Die Urkunden des Bisthums Würzburg. In: Archivalische Zeitschrift, Bd. 7 (1882), S. 1–56 und Bd. 8 (1883), S. 1–62.